# Верхнехозятово
Верхнехозятово (баш. Үрге Хәжәт) — деревня в Чишминском районе Республики Башкортостан Российской Федерации. Входит в состав Шингак-Кульского сельсовета. 
Находится в месте впадения реки Балышлы в реку Дёму.

## География

### Географическое положение
Расстояние до:
- районного центра (Чишмы): 21 км,
- ближайшего остановочного пункта (1556 километр): 3 км.

## Население
| 2002 | 2009 | 2010 |
| ---- | ---- | ---- |
| 103  | ↗108 | ↘91  |